# 旅費
旅費（りょひ）とは、「旅行」に掛かる費用のこと。
ここでの「旅行」には、出張、すなわち業務のために自分の勤務先以外のところに行くことも含む。

## 根拠の規程
旅費については以下の法律で規定されている。
- 国家公務員 - 国家公務員等の旅費に関する法律
- 国会議員 - 国会議員の歳費、旅費及び手当等に関する法律
- 検察官の取り調べた者等 - 検察官の取り調べた者等に対する旅費、日当、宿泊料等支給法
- 議院に出頭する証人等 - 議院に出頭する証人等の旅費及び日当に関する法律
- 民事訴訟で法廷に出廷する当事者等 - 民事訴訟費用等に関する法律
- 刑事訴訟で法廷に出廷する当事者等 - 刑事訴訟費用等に関する法律

地方公務員の場合は自治体ごとの条例によって規定されている。
また、企業や団体の場合は、通常、旅費規程（あるいは出張規程）などによって定めている。

## 会計上の意味
基本的には、従業員に現金を振り込むと同時に費用を計上する。従業員によっては、前渡し金（仮払金）を受け取っており、その場合には、従業員が会社に返還すべき金額を減額する。
一般的な交通費との違い
交通費と旅費(交通費)との違いは明確で、本務における勤務地での移動に伴う費用を『交通費』、それ以外の場所での移動に伴う費用を『旅費(交通費)』と呼ぶ。

## 実際の作業
実際には従業員は旅費を一時立替え、後に組織がその額を従業員の提出した報告書に基づき、旅費を清算して従業員に払い込む。
従業員が会社の為に使用した費用に基づき、旅費精算表を作成することから始まる。旅費精算表には、出費を裏付ける領収書の添付が義務付けられているが、少額の場合は対象外となる。また、鉄道（近距離乗車券）・バス等の切符については、領収書の受領が困難なため、使用路線や時刻を申告することで可とする場合が多い。
また交際費と会議費の区分、販売促進費と交際費の区分が必要となるので、従業員は、経理部門が判断できるだけの情報を報告書に添付ないし記載することが義務付けなければならない。
作成された旅費精算表は、経理部門の担当部署で会計システムの入力がなされる。その際に、全ての出費に対して対応する領収書が添付され、妥当な費目が割り振られているかどうか検討される。

### 会社が、会社口座引き落としのカードを従業員に貸与している場合
レポートの検証はさらに複雑になる。従業員は、個人のカードを会社業務に使用したり、会社口座引き落としのカードを会社業務に使用したりするので、旅費精算表には、カード番号が確認できるカード使用の控の添付も義務付けられる。

### 不正の防止
クレジットカードで物品を購入したり、交通費を払った場合、カード使用の控と領収書の両方を入手できるが、これを分けて2回請求するのを防止するために、カードを使用した場合には、領収書とカード使用の控の両方を添付を義務付けるべきである。

### 消費税の扱い
旅費精算表の担当部署は、消費税についての簡単な知識が求められる。例えば、営業が得意先に不幸があった場合、香典として現金を渡すが、これは消費税を含んでいない。だが、供花をした場合、葬儀の会社に対して消費税を払ったことになる。また国内線の飛行機代は消費税込みだが、国際線の費用には消費税が含まれていない。このような処理を適切に行なっていないと監査の時に注意、あるいは、訂正を求められる。また、2023年10月以後はインボイスに対応していない領収書だと、段階的に仕入税額控除が出来なくなる。

## 旅費精算ソフトウェア
コンピュータ上で旅費精算を行うソフトウェアが開発され販売されている。単独でパソコン上で動作するものや、インターネット上で動作するものがある。多くの場合、時刻表ソフトウェアと連動して、地点間の旅費を自動計算する。また、一部には事前の交通機関予約システムと連動するものもある。